# Miguel Armando Ubeto Aponte
Miguel Armando Ubeto Aponte (Caracas, 2 de setembre de 1976) és un ciclista veneçolà.
Del seu palmarès destaca, una medalla d'or als Jocs Panamericans, la victòria final a l'UCI Amèrica Tour de 2011, així com un campionat nacional en ruta.
El 16 d'abril de 2013 va ser suspès per dos anys per un positiu per GW501516, una substància que incrementa la resistència a l'esforç.

## Palmarès
- 2002
  - Vencedor de 2 etapes de la Volta a la Independència Nacional
- 2004
  - Vencedor d'una etapa de la Volta al Táchira
- 2005
  - Vencedor d'una etapa de la Volta a Veneçuela
- 2007
  - Vencedor d'una etapa de la Volta a Veneçuela
  - Vencedor d'una etapa de la Volta a la Independència Nacional
  - Vencedor d'una etapa de la Volta a Trujillo
- 2009
  - Vencedor d'una etapa de la Volta al Táchira
- 2010
  - Vencedor de 2 etapes de la Volta al Táchira
  - Vencedor d'una etapa de la Volta a Cuba
  - Vencedor d'una etapa al Tour de Guadalupe
- 2011
  -  Campió de Veneçuela en ruta
  - 1r a l'UCI Amèrica Tour
  - 1r a la Copa de la Federació Veneçolana de Ciclisme
  - Vencedor de 2 etapes de la Volta al Táchira
  - Vencedor de 2 etapes de la Volta a Veneçuela
  - Vencedor d'una etapa al Tour de Guadalupe
- 2012
  - 1r a la Volta a Veneçuela
  - Vencedor d'una etapa de la Volta al Táchira
- 2015
  - Medalla d'or als Jocs Panamericans en ruta
  - 1r al Clàssic de la Federació Veneçolana de Ciclisme
- 2017
  -  Campió de Veneçuela en ruta
- 2018
  - Vencedor d'una etapa al Volta a Veneçuela
- 2021
  - Vencedor d'una etapa al Volta a Veneçuela